# Tübinger Senioren-Convent

Entwicklung des SC zu Tübingen

Der Tübinger Senioren-Convent ist der 200 Jahre alte Zusammenschluss der Corps an der Universität Tübingen.

## Geschichte
Studentische Gemeinschaften sind so alt wie die Universitäten. Studenten gleicher landsmannschaftlicher Herkunft schlossen sich an den Universitäten zwecks gegenseitiger Unterstützung in den sogenannten Nationes zusammen. Hier liegen die Wurzeln der (historischen) Landsmannschaften des 17. Jahrhunderts, die in der zweiten Hälfte des 18. Jahrhunderts von den Studentenorden verdrängt wurden. Zu Ende des 19. Jahrhunderts erhoben sich unter dem Einfluss der Aufklärung und des Deutschen Idealismus die Landsmannschaften jedoch wieder, nunmehr als „Constituierte Landsmannschaften“. Deren Namen und Farben wurzeln vor allem in den Reichskreisen.

### SC

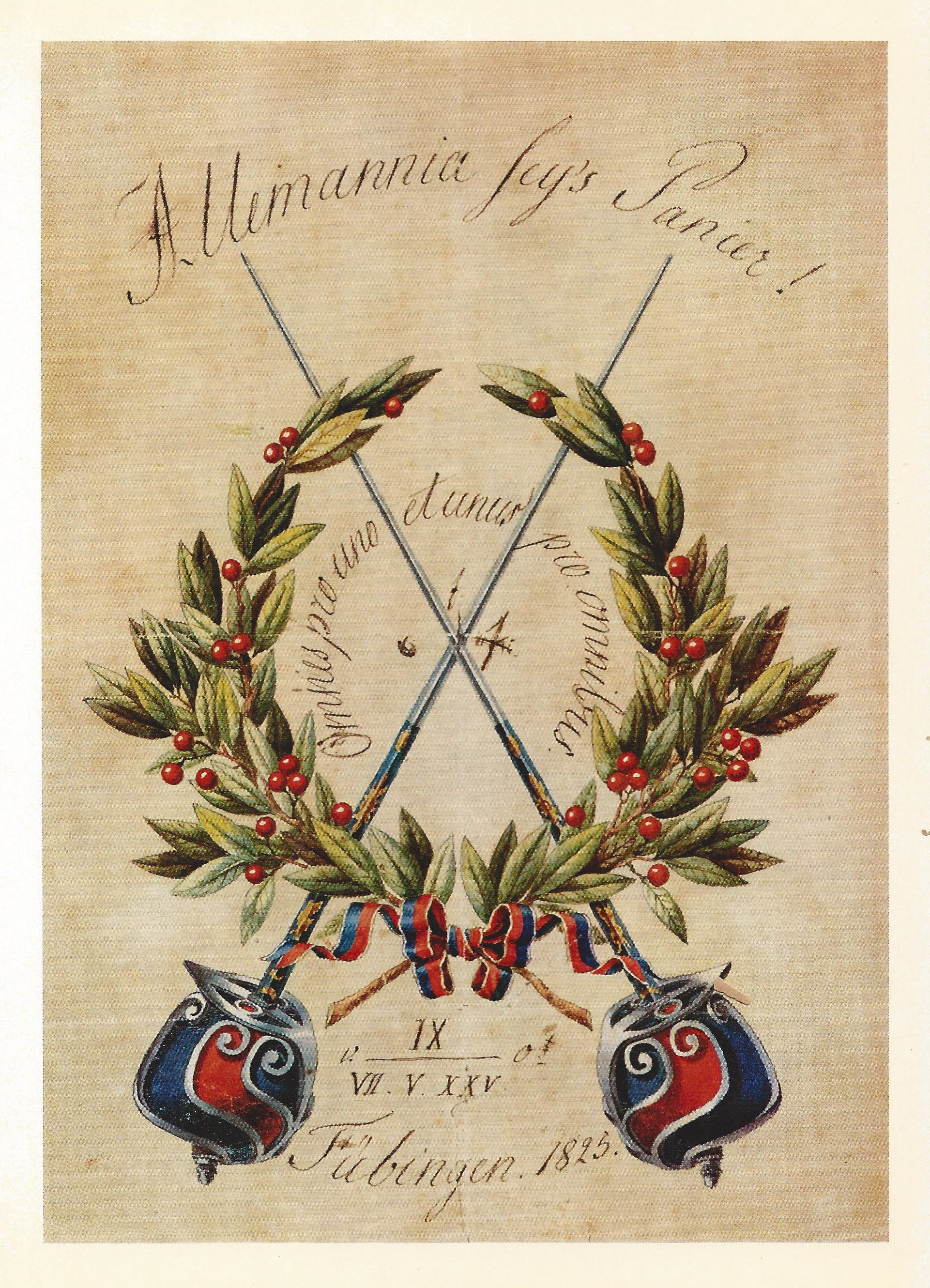
Allemannia Tübingen (1825)

In Tübingen, wo sämtliche früheren Formen studentischer Gemeinschaften nachweisbar sind, schlossen sich zu Beginn des 19. Jahrhunderts die an der Universität studierenden Landeskinder des Königreichs Württemberg nach ihrer Herkunft in drei Landsmannschaften (Corps) zusammen: die Altwürttemberger am 7. Januar 1807 in der Suevia I, die Neuwürttemberger am 17. März 1808 in der Obersuevia und die Franken am 18. März 1808 in der Franconia I. Wahrscheinlich sind Obersuevia und Franconia aus der Suevia I entstanden, die sich 1808 zur Unterscheidung von der Obersuevia nunmehr Niedersuevia nannte. Die Suevia I ihrerseits war aus der seit 1805 nachweisbaren Würtembergia/Cheruscia entstanden. 1810/11 gingen in Folge der Aushebung für den Russlandfeldzug 1812 die Niedersuevia und die Franconia I endgültig ein. Demgegenüber blieb die Obersuevia bestehen und nannte sich ab 1813 Suevia II. Die Suevia II war das Corps, das als einziges die burschenschaftlichen Stürme überstand, bis aus ihm, sich verjüngend, 1825 durch Vereinigung mit der corpsähnlichen Verbindung Obersuevia von 1823 die Allemannia I und daraus 1827 die Rhenania gestiftet wurden.
Zur Obersuevia/Suevia II trat 1811 die Helvetia, 1814 die Teutonia und 1815 die Würtembergia. Die drei letztgenannten Corps lösten sich mit Gründung der Burschenschaft im Dezember 1816 auf.
Das fränkische Element an der Universität fand sich 1815 wieder in der außerhalb des SC stehenden, dann zur Burschenschaft überwechselnden Hohenlohia, aus der 1821 die heutige Franconia (II) entstand – Stifter der Hohenlohia war ein früherer Schweizer (Helvetia Nr. 11).
Ende 1833 brachte die Demagogenverfolgung das Tübinger Verbindungsleben zum Erliegen. Bereits im Februar 1833 hatte die Universität die strengen Anordnungen des Bundestages zur Unterdrückung der Korporationen in Erinnerung gebracht. Nach dem Frankfurter Wachensturm wurden sie noch verschärft. Mit ihren „aristokratischen Tendenzen“ stand Suevia gegen den neudeutschen Geist der Studentenschaft. Sie half bei Ermittlungen und denunzierte revolutionäre Kommilitonen. Am 1. November 1835 entstand die burschenschaftliche Verbindung Vandalia. Am Ende des Wintersemesters 1835/36 konstituierte sie sich förmlich als Corps im SC mit Frankonia und Rhenania. Nach drei Jahren ging sie im November 1838 ein. Der Tübinger SC bestand wieder aus den drei Corps Franconia Tübingen (1821), Rhenania Tübingen (1827) und Suevia Tübingen (1831). 1870  kam Borussia Tübingen als viertes Corps in den SC.

### Constitutionen

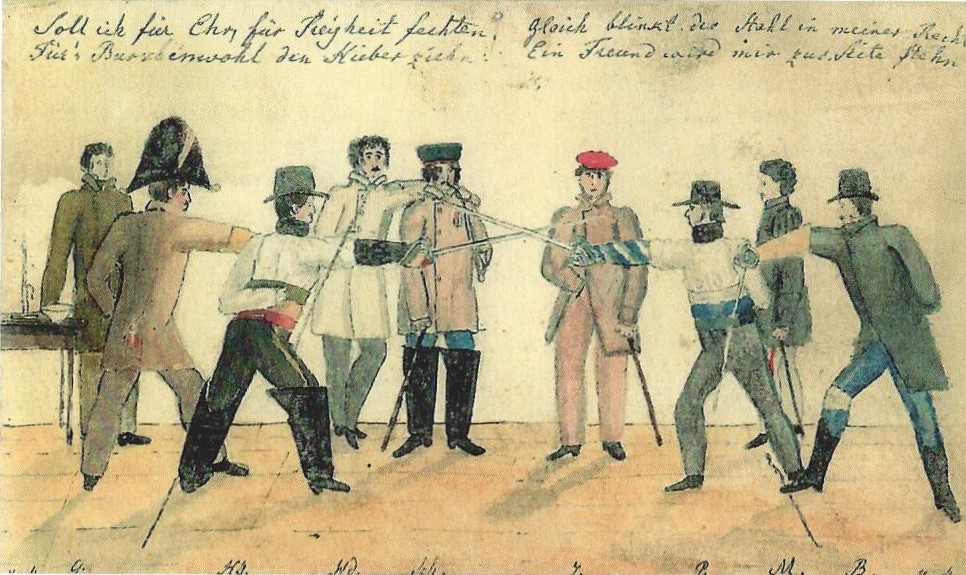
Helvetia c/a Teutonia (1814)

Die Tübinger Corps hatten inhaltlich unterschiedlichste Verfassungen. Die Originale der Constitutionen aus den Jahren 1813 bis 1815 sind erhalten geblieben. Abgesehen von der Constitution des schwäbischen Corps Suevia II mit strenger Präsidialdemokratie und dem mit großer Machtbefugnis ausgestatteten Senior an der Spitze hatten die übrigen Corps – Helvetia, Teutonia und Würtembergia – die völlige Gleichberechtigung aller recipierten Mitglieder (also nicht der Renoncen) zum Prinzip erhoben. Wie ein Brennspiegel zeigen die Tübinger Constitutionen die gegensätzlichen Auffassungen über die beste Verfassungsform in der ersten Hälfte des 19. Jahrhunderts und im Grunde bis 1949. Sie veranschaulichen das andauernde Streben der constituierten Landsmannschaften (Corps) aus dem letzten Quartal des 18. Jahrhunderts, in den deutschen Fürstentümern und Königreichen schriftlich garantierte Verfassungen zu erreichen.

### SC-Comment

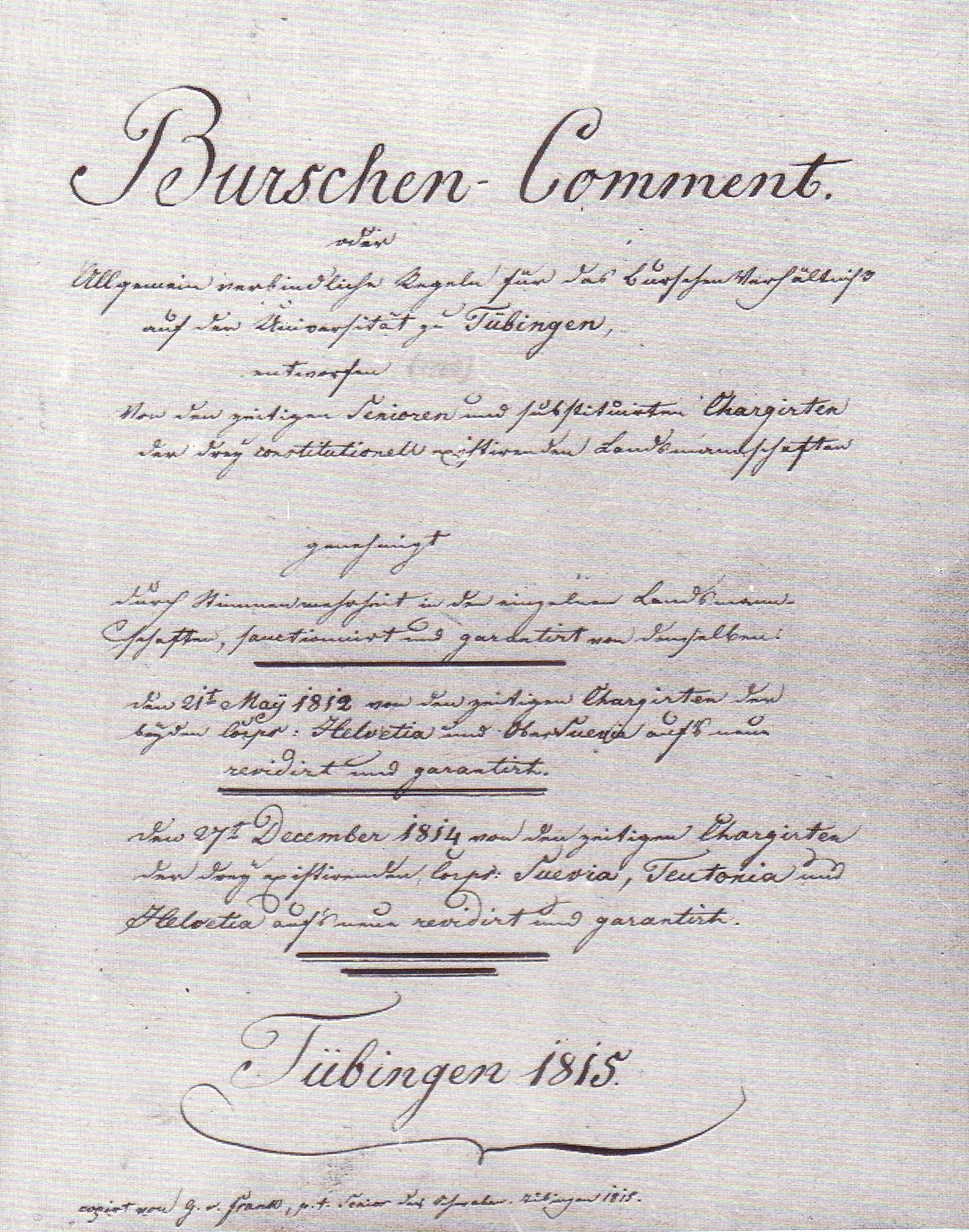
Tübinger SC-Comment (1815)

Die Senioren der Corps vereinten sich 1808 zum Convent der Senioren (SC). Die älteste überlieferte Fassung des SC-Comment von 1808 ist aus dem Jahre 1815 als Burschen-Comment oder Allgemein verbindliche Regeln für das Burschenverhältnis auf der Universität zu Tübingen erhalten. Damit wird bereits in der Überschrift der Anspruch des SC deutlich, für die studentische Ordnung an der Universität zuständig zu sein. Der Tübinger SC-Comment hat den Comment des Heidelberger Senioren-Convents von 1806 zum Vorbild und ist seinerseits 1818 Vorbild für den Comment des Freiburger Senioren-Convents geworden. In einer späteren Fassung des Tübinger SC-Comments von 1825 ist der Comment definiert:

„Begriff des Comments. Unter Comment im allgemeinen versteht man die zur Erhaltung der äußeren Ordnung im Burschenleben unumgänglich notwendige, durch die Vernunft und allgemeine Meinung sanktionierte Norm, wie sich der Bursch, abgesehen von den Statuten einer besonderen Verbindung, in allen Verhältnissen, in die er als solche kommen kann, zu benehmen und wonach er sich zu richten hat, solange er nicht auf die Burschenwürde Verzicht leistet.“

„Es läßt sich in Worten nicht aussprechen, wieviel dieses Unternehmen [Einführung des Comments] zur Verbesserung des Geistes und der ganzen Haltung auf den Universitäten beitrug“, heißt es in einem zeitgenössischen Bericht. Die SC-Protokolle aus den Jahren 1814 bis 1816 sind erhalten. Ihre Bedeutung geht über die 1977 in 4. Auflage erschienenen Geschichtlichen Nachweisungen über die Sitten und das Betragen der Tübinger Studirenden während des 16ten Jahrhunderts Robert von Mohls weit hinaus. In den SC-Protokollen treten nicht nur studentisches Brauchtum, Beziehungen der Studenten zur Universität und zu den Bürgern, sondern auch studentisches Rechtsgut zutage. Das so selbstbewusste wie disziplinierte Auftreten der Studenten gegenüber der Universität, die gründliche, aber auch zurückhaltend ausgeübte Justiz gegenüber sich misslich verhaltenden Bürgern (Pferde- und Zimmervermietern) und Mitstudenten wird immer wieder deutlich. Als der SC im Jahre 1816 durch Streitereien zwischen den beiden Parteien Suevia/Teutonia und Würtembergia/Helvetia auseinanderfiel, hielt jede Partei trotzdem am SC-Comment als geeignetster Form studentischer Selbstverwaltung fest. Die Corps lehnten es ab, die föderalistisch im Dachorgan „SC“ vereinten Einzelkörperschaften mit unterschiedlichster Verfassungsform zugunsten einer burschenschaftlichen Gesamtkörperschaft aufzulösen.

### Allgemeine Burschenschaft
Im Zuge des frühen Nationalismus kam es Ende 1816 unter dem Einfluss auswärtiger Burschenschafter  trotzdem zur Gründung der Allgemeinen (Gleichheit) Burschenschaft (Studentenschaft). Aus der Würtembergia und Helvetia heraus entstanden, sollte sie die alte SC-Verfassung durch eine neue ersetzen. Da Suevia im Verein mit Teutonen sich widersetzte, brachen jahrelang immer wieder  Studentenunruhen aus. Sie zwangen die Regierung in Stuttgart schließlich einzugreifen und sämtliche Verbindungen aufzulösen – am radikalsten in den Jahren 1826 bis 1829. Die Burschenschaft hatte sich immer offener um „Staats- und derlei Angelegenheiten“ gekümmert, im Gegensatz zum SC, der allein hochschulpolitische Ziele vertrat, eben jene, für Ruhe und Ordnung an der Universität zuständig zu sein. Im Rahmen dieser Regierungseingriffe fand 1825 auch der 1821 gegründete Allgemeine Studentenausschuss sein Ende. Der SC hatte den AStA ohnehin nur mit Einschränkungen anerkannt, „als er seiner eigentlichen Tendenz getreu sich um reine Burschensachen gar nichts annimmt, und bloß in anderen Sachen, welche die Studenten als solche aber nicht als Bursche betreffen, den Vermittler zwischen ihm und dem Senate macht“ – wie 140 Jahre später zur Zeit der 68er-Bewegung.

### Weimarer Republik und NS-Zeit

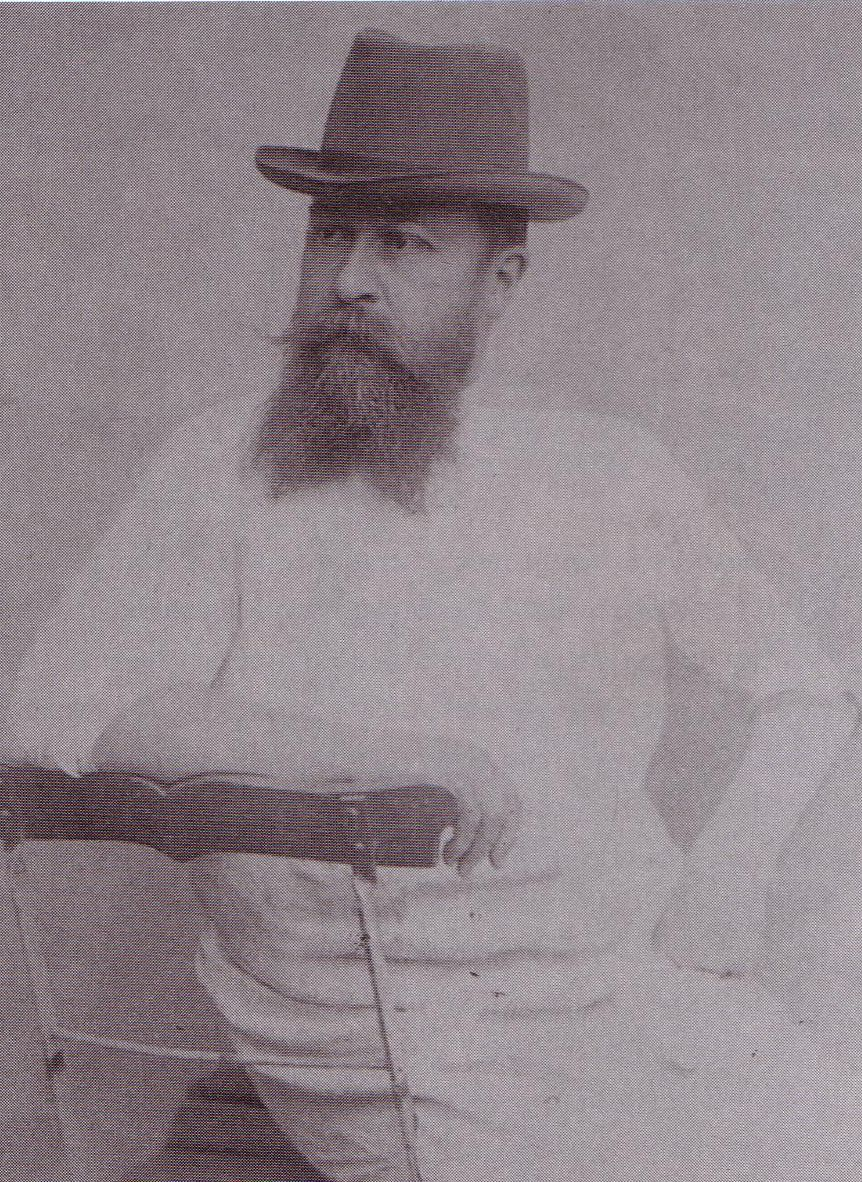
Paukarzt Dr. Kraus

Im Sommersemester 1928 stiftete der SC dem jahrzehntelangen Paukarzt Dr. Kraus  zum 80. Geburtstag ein Ehrengeschenk von 3000 Reichsmark. Im Wintersemester 1929/30 erfolgten stärkere, aber wirkungslose Mensurverfolgungen durch die Polizei.
Wie die Tübinger Korporationen zum Nationalsozialistischen Deutschen Studentenbund standen, berichtet sein Mitteilungsblatt vom 26. Februar 1932:

„Burschenschaften: hier bestehen 3 Burschenschaften mit denen wir sehr gut auskommen und in denen wir sehr viele Parteigenossen, so auch SA-Männer haben. Burschenschaft i. A. D. B. besteht hier nur eine. In dieser haben wir insgesamt 8 Parteigenossen. Verhältnis ist ein sehr gutes.
 Corps im Kösener SC. bestehen hier 4. Dieselben nehmen gegen uns mehr eine gleichgültige Haltung ein. Bei ihnen haben wir nur 4 Parteigenossen. Ihre Angehörigen sind mehr beim Stahlhelm. Sie lassen uns aber vollkommen in Ruhe,
 Landsmannschaften bestehen hier 3 in denen wir sehr viele Parteigenossen haben. Sind hier sehr gut für uns. 
 Turnerschaften bestehen hier 4 in denen haben wir nur wenige  Parteigenossen. Sie nehmen auch wiederum eine mehr ablehnende Haltung gegen uns ein. Wir vertragen uns aber sehr gut mit ihnen.
Es ist hier so, daß wir in allen Verbänden und Korporationen unsere Leute haben, auch in den katholischen Verbindungen.“

In der Zeit des Nationalsozialismus verweigerte Suevia die Umsetzung des Arierparagraphen. Sie suspendierte am 15. Mai 1934 und wurde eine Woche später aus dem KSCV ausgeschlossen. Alte Herren aus den vier Corps beteiligten sich an zwei von zwölf Kameradschaften.

### Verbindung Österberg

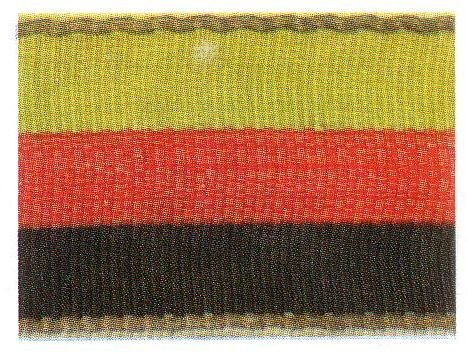
Farben der Verbindung Österberg

Franconia, Suevia und Borussia schlossen sich 1949 in der Verbindung Österberg zusammen. Den Namen gab der Österberg, auf dem die vier Corpshäuser liegen. Rhenania ging eigene Wege und rekonstituierte allein. Das Band der Österberg nahm die Hauptfarben der drei Corps auf. Der Bund löste sich 1950 auf, als die Rekonstitution der drei Corps möglich wurde. Bei der Rekonstitution der Corps in Tübingen spielte Max Waldeck eine vermittelnde Rolle. Die Professoren erwiesen ihm Respekt („Herr Geheimrat“).

### Verlust
Wie Bremensia, Vandalo-Guestphalia und Rhenania Straßburg wurde Suevia Tübingen von der 68er-Bewegung erfasst. Sie gab das Fechten auf und verließ am 30. April 1971 den Tübinger SC und damit den KSCV.

## Österberg-Seminare
Seit 2009 richtet der SC die Österberg-Seminare zu Recht und Medizin aus.

## Fechtwaffe und Chargenzeichen
Die Studentische Fechtwaffe ist der Korbschläger.
Die Chargenzeichen sind x, xx und xxx.

## Vorort

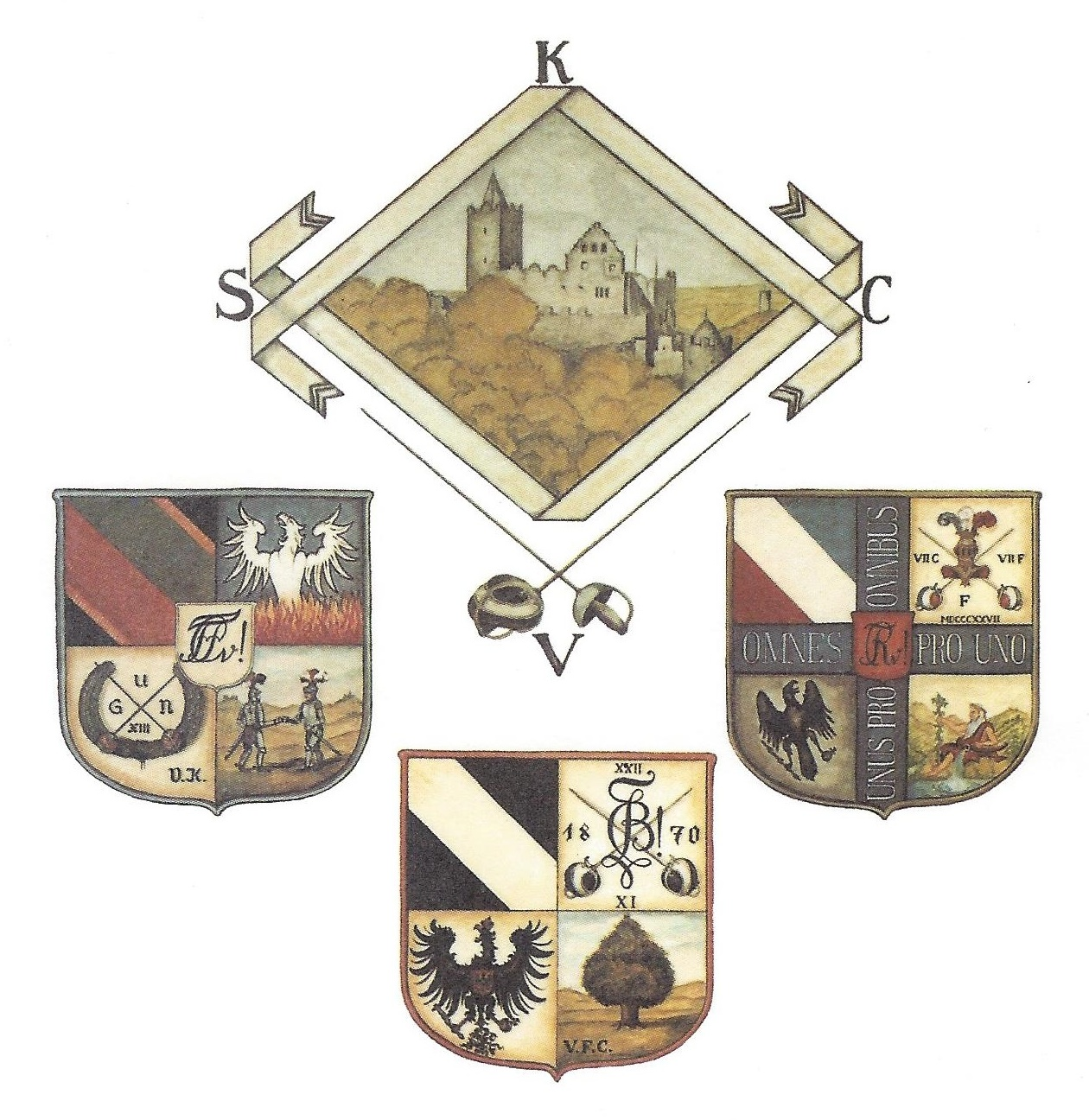
Vorort Tübingen (1983)

Sechsmal stellte der Tübinger SC den Vorort im KSCV: 1879 (Franconia), 1899 (Suevia), 1923 (Borussia), 1959 (Rhenania), 1983 (Borussia) und 2010 (Franconia).